# Margaret Douglas de Galloway
Pour la comtesse de Lennox (1515-1578), voir Margaret Douglas.
Margaret Douglas, née vers 1432 et morte en 1476 ?, comtesse de Douglas, connue sous le surnom de la Fair Maid of Galloway est une noble écossaise dernière représentante de la lignée aînée des Douglas Noirs (Black Douglas).

## Origine
Margaret est la fille d'Archibald Douglas 5e comte de Douglas et de son épouse Euphemia Graham, fille de Patrick Graham, comte de Strathearn et d'Euphemia Stuart. .
Margaret reçoit le Galloway lorsque ses deux frères William Douglas et David sont exécutés sommairement le 25 novembre 1440 lors du « Diner Noir » au Château d'Édimbourg.

## Unions
Margaret Douglas, épouse alors son cousin William Douglas 8e comte de Douglas. Lorsque ce dernier est assassiné en 1452 elle obtient une dispense pour se marier au début de 1453 avec James Douglas 9e comte qui est le propre frère du défunt. Elle fuit avec lui en Angleterre mais cette union ne semble pas avoir été heureuse car le mariage se termine par un divorce et les deux époux se marient une nouvelle fois. Margaret revient en Écosse vers 1459 et elle épouse alors le demi-frère du roi John Stuart, 1er comte d'Atholl.

## Postérité
Margaret n'a pas d'enfants des deux comtes de Douglas mais elle laisse deux filles de son union avec le comte d'Atholl qui toutes deux ont une descendance de leur époux respectif: 
- Janet, épouse d'Alexandre Gordon, 3e comte d'Huntly
- Elisabeth, épouse d'Andrew Gray, 2e Lord Gray.

## Source
- (en) Cet article est partiellement ou en totalité issu de l’article de Wikipédia en anglais intitulé « Margaret Douglas, Fair Maid of Galloway » (voir la liste des auteurs), édition du 5 octobre 2012.